# Trzy piórka (film)
Trzy piórka (niem. Die drei Federn) – niemiecka baśń filmowa z 2014 roku, należąca do cyklu filmów telewizyjnych Najpiękniejsze baśnie braci Grimm. Film jest adaptacją baśni braci Grimm o tym samym tytule.

## Fabuła
Starzejący się władca Gundolf decyduje się abdykować i przekazać tron jednemu ze swoich trzech synów. Postanawia dać rodzeństwu do wykonania zadanie mające pokazać, który z braci najbardziej nadaje się na władcę.

## Główne role
- Sky du Mont: król Gundolf
- Michael Schönborn: ochmistrz Julius
- Jannik Schümann: Gustav "Głuptas"
- Emanuel Fitz: Gerhard
- Matthias Kelle: Gebhard
- Kyra Sophia Kahre: Barbara
- Jutta Speidel: Ropucha (głos)
- Frederik Fichtelmann: Gustav jako dziecko
- Jakob Helm: Gerhard jako dziecko
- Lukas Entert: Gebhard jako dziecko
- Stephan Szász: kucharz
- Tobi Krell: służący
- Christina Petersen: kelnerka
- Götz Otto: gawędziarz

## Plenery
Zdjęcia do filmu kręcono w Bawarii: w Ansbach i Coburgu.